# 千歳山 (沖縄県)
千歳山（ちとせやま）は、沖縄県石垣市の尖閣諸島・久場島にある山。標高は117メートルで、同島における最高峰である。
動物学者の宮島幹之助がこの島に上陸した1900年（明治33年）5月10日が、ちょうど皇太子嘉仁親王（後の大正天皇）成婚の日にあたったことから、宮島により祝賀の意を表して命名された。